# Khatemeh
 (décembre 2019).
Pour plus de détails, voir Fiche technique et Distribution.
Khatemeh (en persan : خاتمه) est un documentaire iranien réalisé par les frères Zarei, sorti en 2019.

## Synopsis
Khatemeh a 14 ans et se voit forcée de se marier avec un homme qui a deux fois son âge et qui a été marié à sa sœur aînée auparavant et est accusé de l'avoir tué. La famille de Khatemeh est originaire d'Afghanistan mais elle habite en Iran depuis longtemps.
Le film des frères Zarei s'intéresse à la place des femmes dans les pays musulmans. C'est un document sur la contrainte, la tradition, l'individu et le désespoir,.

## Fiche technique
- Réalisateur : Mehdi et Hadi Zarei
- Montage : Babak Heidari
- Mixe de son : Alireza Alavian
- Producteur : Mehdi et Hadi Zarei
- Distribution : Raft Films
- Format : couleur
- Langue : français
- Pays d'origine :  Iran

## Prix et nominations
| Award                | Date de cérémonie | Catégorie         | bénéficiaire(s) | Résultat   | Ref(s) |
| -------------------- | ----------------- | ----------------- | --------------- | ---------- | ------ |
| Cinema Vérité Iran   | 17 Decembre 2018  | Meilleur film     | Khatemeh        | Lauréat    | [ 5 ]  |
| Cinema Vérité Iran   | 17 Decembre 2018  | Meilleur montage  | Babak Heidari   | Lauréat    | [ 5 ]  |
| Florence Film Awards | 15 August 2019    | Best Feature Film | Khatemeh        | Lauréat    | [ 1 ]  |
| DOK Leipzig          | 30 November 2019  | Meilleur film     | Khatemeh        | Nomination | ,      |